# 徳重神社

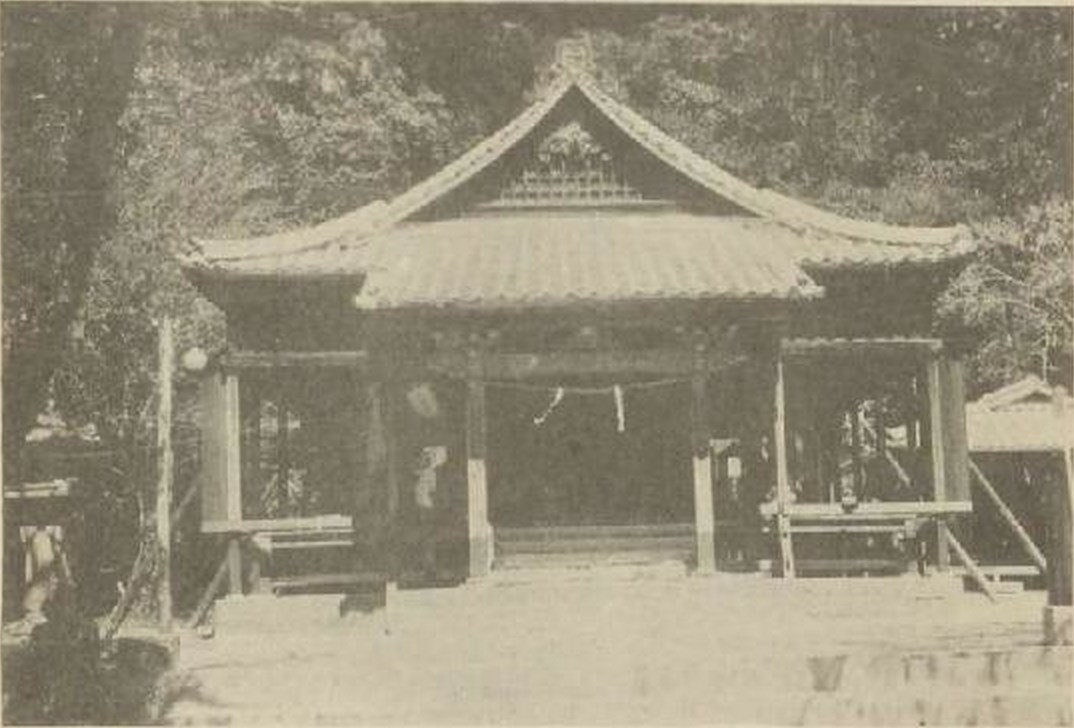
1939年頃の本殿

徳重神社（とくしげじんじゃ）は、鹿児島県日置市伊集院町徳重にある神社。祭神は島津義弘こと精矛厳健雄命。現在は「とくしげじんじゃ」と読み慣わしているが、本来の読み方は「さきへじんじゃ」であった。
例年10月第4日曜日に鹿児島市から徳重神社を詣でる「妙円寺詣り」が行われることで知られる。

## 祭神
精矛厳健雄命（）を祀り、義弘の木像を神体とする。

## 沿革
徳重神社がある敷地は、かつて義弘の菩提寺である妙円寺があった。かつての妙円寺が描かれている『三国名勝図会』や『薩藩名勝志』には、寺の敷地内に鎮守社という神社も描かれているが、当時は多くの寺がそうであったように、妙円寺は神道と仏教が融合し信仰されていた神仏習合の寺であった。明治2年（1869年）、神仏分離などに端を発した廃仏毀釈によって妙円寺は廃寺とされ、その跡地へ明治4年に創祀された神社が徳重神社である。

## 祭祀

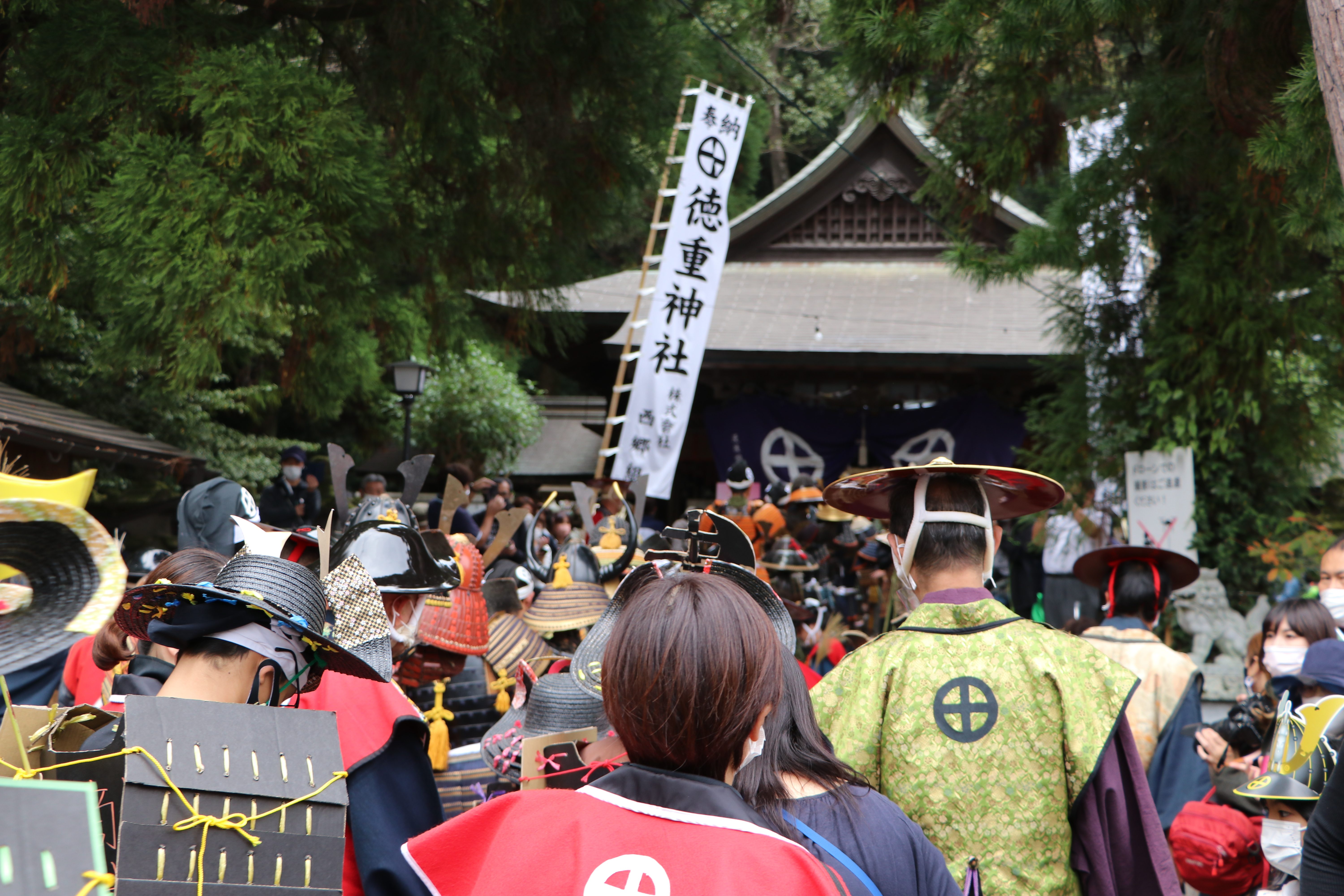
妙円寺詣りで徳重神社本殿を参拝する武者行列（2021年10月24日撮影）

### 妙円寺詣り
関ヶ原の戦いにおいて敵中突破した祭神である島津義弘の苦難をしのび、かつては鹿児島城下、現在は鹿児島市の照国神社などから徳重神社までを詣でる行事であり、毎年10月の第四週の土曜日及び日曜日にイベントが行われる。

## 文化財

### 鹿児島県指定
徳重大バラ太鼓踊り（）
義弘が、泗川の戦いで敵軍に囲まれ苦戦した際、大太鼓を叩きつつ城内に高い幟を立てて威嚇し、仲間の士気を高め勝利したことが始まりとされている。妙円寺詣りで奉納され、直径1.5ｍの大太鼓を7人前後で叩き、入鼓（）と呼ばれる小さめの太鼓が2人と、10数人の鐘を加え行う。途中で行われる「まくり」という場面では、大太鼓が将棋倒しになる動作があり、大太鼓の1人がカレコを背中に付け約20ｍの矢旗を背負って踊るときは、幟の頂上と中央に倒れない様ロープを結び、八方から引っ張る。無形民俗文化財。

### 日置市指定
島津義弘公御神体
義弘が、仏師・康厳に命じて彫刻させ、妙円寺に納めた自身の木像。徳重神社の神体。この神体は、出家して惟新斎と名乗っていた義弘が袈裟を纏い椅子に座った姿で彫られ、彩色も施されており、2005年には伊集院町が閉町した記念パンフレットに写真が掲載されたこともある。有形文化財（彫刻）。
伏波（ふなみ）の額
薩摩藩9代藩主・島津斉宣が藩政改革を祈念して文化3年（1806年）に奉納したもの。有形文化財（書跡）。

## 境内
入口の階段を上った鳥居の奥に拝殿がある。拝殿の前には、島津氏の者たちが寄附した古い石灯籠が並んでいるが、今和泉家からは、八代当主・島津山松忠厚と九代当主・島津安藝忠喬、天璋院篤姫の実父である十代当主・島津啓之助忠剛、重富島津家からは、三代当主・島津静洞忠貫と四代当主・島津山城忠公、後の島津久光である五代当主・島津又次郎忠教、垂水島津家からは、十三代当主・島津讃岐貴典、豊州家からは十五代当主・島津久寶、都城島津家からは、二十四代当主・島津播磨久本から、それぞれ天保7年（1836年）十一月二十一日に奉納されており、加治木島津家からは、九代当主・嶌津内匠源久徳と十代当主・嶌津又八郎源久長から、天保八年（1837年）に奉納されている。また、「御造立之節寺社方掛與頭　小田原十左衛門」と刻まれた灯籠も、天保九年（1839年）十二月二十一日に奉納されている。
拝殿、灯籠、八角形の手水舎、賽銭箱などあらゆる場所に、島津氏の家紋である丸に十の字が刻印されている。境内の西側には、島津義弘公殉死者13名地蔵塔が並んでいる。この地蔵塔は元和5年（1619年）、福昌寺や加治木など様々な場所において、亡くなった義弘を慕う家臣たちが、当時は薩摩藩で禁止されていたにもかかわらず殉死してしまったため、義弘の子・島津忠恒はそれを哀れみ、寛永9年（1632年）に建立したものであり、現在は伊集院町教育委員会による解説碑も建てられている。
境内には広々とした駐車場がある。拝殿の横には弓道場があり、境内の敷地には相撲場がある。これらは、妙円寺詣りの行事として行われる大会でも使用される。初詣などには境内に出店も並ぶが、妙円寺詣り当日には、境内のみならず、隣接する小さな公園まで出店などが並ぶ。境内は妙円寺詣りの催しものを披露するのに使用されたり、観客用の大テントが設置されたり、座席が並べられたりもする。
境内のさらに西側からは、妙円寺歴代住職の墓がある裏山と、古い石仏がある裏山へ通じる、10段ほどの階段がそれぞれあり、石仏があるイチョウや紅葉に囲まれた場所には、廃仏毀釈により徳重神社の裏山に捨てられていたと言われている、吽形（）の仁王像と馬乗り馬頭観音像も置かれている。なお、妙円寺はこの徳重神社の西側に復興されている。